# SEG Geneva Arena
SEG Geneva Arena  is sinds 1995 een overdekte arena in Genève, Zwitserland. Deze arena heeft een capaciteit voor 9500 mensen en wordt voornamelijk gebruikt voor tennis en basketbal wedstrijden, er vinden af en toe concerten plaats. Zo gaven onder meer 50 Cent, Bruno Mars en Nicki Minaj al een concert in deze zaal. Ook de Belgische artiesten Angèle, Stromae en Damso traden er al op. 